# 三重県の登録有形文化財一覧

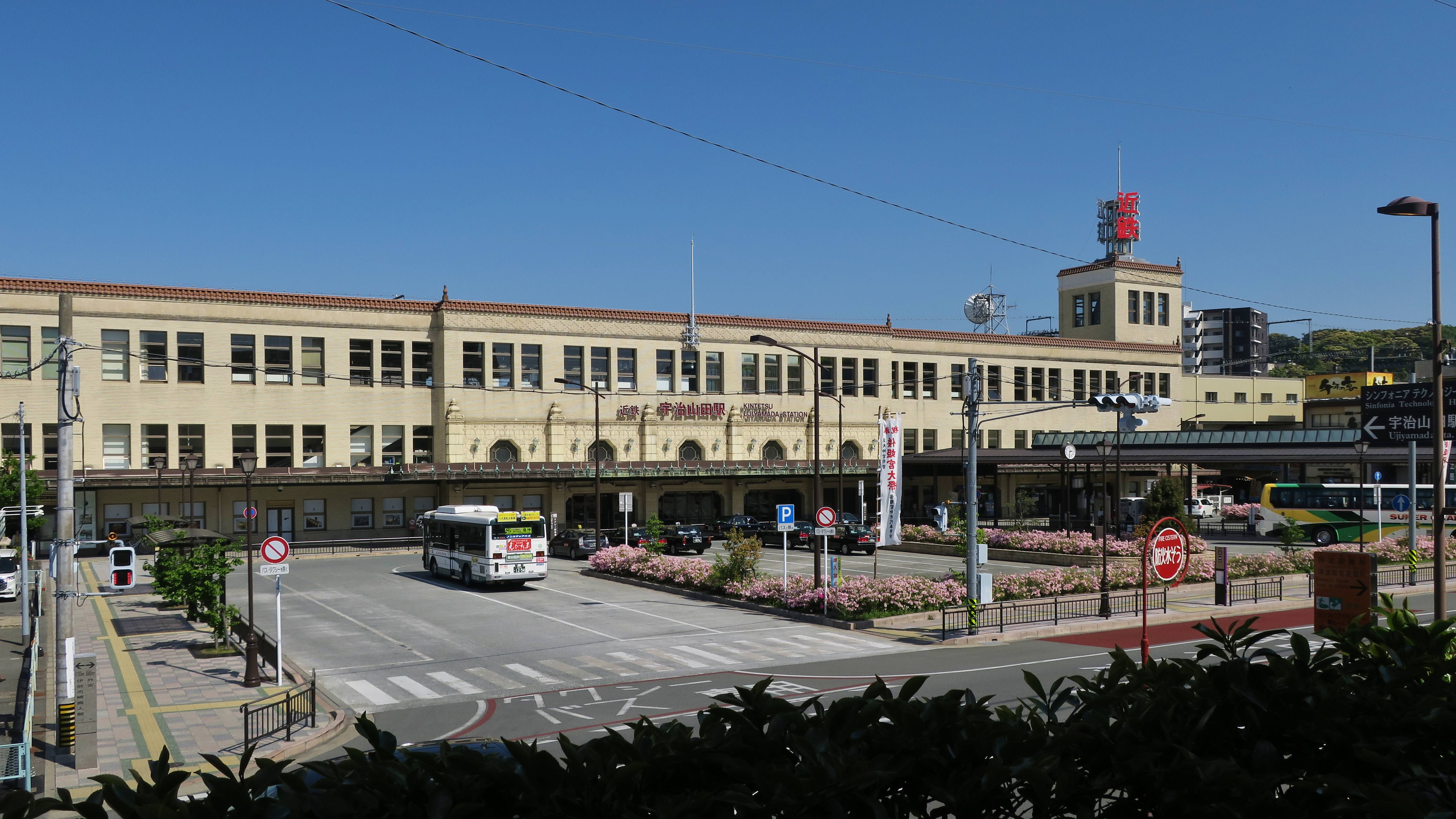
近鉄宇治山田駅（伊勢市）

三重県の登録有形文化財一覧（みえけんのとうろくゆうけいぶんかざいいちらん）は、三重県にある登録有形文化財（国登録）の一覧。
2020年（令和2年）時点で、三重県には247件の登録有形文化財がある。

## 一覧

### 北勢地域
四日市市

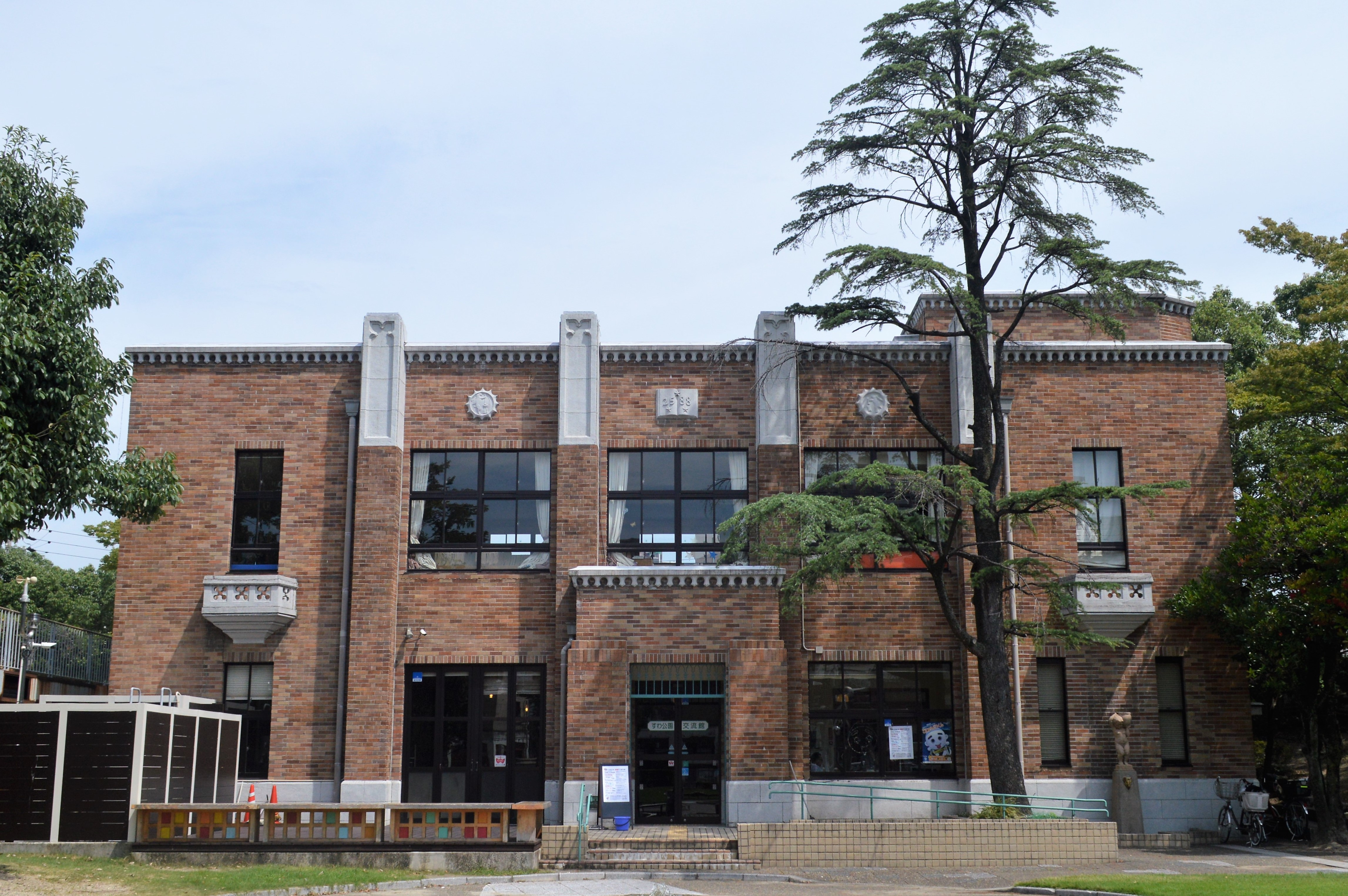
旧四日市市立図書館（四日市市）

- 誓元寺光雲殿（旧常磐尋常高等小学校奉安殿）
- 誓元寺山門
- 誓元寺鐘楼
- 森家住宅主屋
- 森家住宅土蔵
- 旅館寿亭水雲閣
- 朝明川砂防堰堤(T11-1)
- 朝明川砂防堰堤(T11-2)
- アミカン本社事務所
- アミカン本社正門
- アミカン本社煉瓦塀
- 石川酒造井戸屋形
- 石川酒造大蔵
- 石川酒造釜場
- 石川酒造北文庫蔵
- 石川酒造旧米庫
- 石川酒造旧精米場
- 石川酒造自噴井戸
- 石川酒造主屋
- 石川酒造貯蔵庫及び事務所
- 石川酒造納屋
- 石川酒造西土塀
- 石川酒造西の座敷
- 石川酒造壜詰場
- 石川酒造槽場
- 石川酒造南文庫蔵
- 旧東洋紡績株式会社富田工場原綿倉庫
- 旧四日市市立図書館
- 伊藤伝七別邸玄関棟
- 旧伊藤伝七別邸さつき棟
- 宮崎本店事務所
- 宮崎本店第4倉庫
- 宮崎本店第8倉庫
- 宮崎本店貯蔵庫
- 宮崎本店貯蔵庫A棟
- 旧平田家住宅米蔵
- 旧平田家住宅主屋
- 旧平田家住宅書院
- 旧平田家住宅西蔵
- 旧平田家住宅東蔵
- 旧平田家住宅門柱
- 旧平田家住宅中門及び塀
- 三重郷土資料館（旧三重村役場書庫）
- 服部家住宅主屋
- 服部家住宅納屋
- 服部家住宅土蔵
- 服部家住宅表門

桑名市
- 蔵前祭車庫
- 桑名市石取会館（旧桑名信用金庫京町支店）
- 楽翁公百年祭記念宝物館
- 寿量寺旧大黒殿
- 寿量寺鐘楼

亀山市
- 白川小学校校舎北棟
- 白川小学校校舎南棟
- 森家住宅主屋
- 鈴鹿峠自然の家（旧坂下尋常高等小学校）
- 福徳公民館（旧明村立明小学校福徳分教場）

鈴鹿市
- 石薬師文庫閲覧所
- 旧北伊勢陸軍飛行場掩体
- 佐佐木信綱生家主屋
- 佐佐木信綱生家土蔵

いなべ市
- 桐林館（旧阿下喜小学校校舎）
- 旧阿下喜小学校門及び石柵

三重郡朝日町
- 朝日小学校円形校舎
- 朝日町資料館（旧朝日村役場）

三重郡菰野町
- 猫谷第一堰堤
- 猫谷第二堰堤

### 中勢地域
津市
- 油正ホール
- 角屋旅館本館
- 旧明村役場庁舎
- 田中家住宅主屋
- 千歳文庫
- 八太正太夫酒店蔵及び蔵前
- 八太正太夫酒店主屋
- 八太正太夫酒店角倉及び化粧室
- 八太正太夫酒店向い座敷及び下の蔵
- 三重大学三翠会館
- 三重大学レーモンドホール
- 妙華寺本堂
- 下津家住宅珂雪園
- 下津家住宅外待合
- 下津家住宅長屋門
- 旧杉本家住宅主屋
- 旧杉本家住宅離れ座敷
- 旧杉本家住宅長屋
- 旧杉本家住宅長屋門
- オーデン大門ビル（旧四日市銀行津支店）
- 旧一志波瀬郵便局

松阪市
- 旧飯南郵便局局舎
- 鈴屋遺蹟保存会旧事務所
- 鈴屋遺蹟保存会正門
- 鈴屋遺蹟保存会倉庫
- 鈴屋遺蹟保存会塀
- 三瀬谷神社本殿
- 旧舟木橋
- 佐野家住宅石垣
- 佐野家住宅小蔵
- 佐野家住宅主屋
- 佐野家住宅土塀
- 鈴木家住宅蔵
- 鈴木家住宅主屋
- 鈴木家住宅納屋

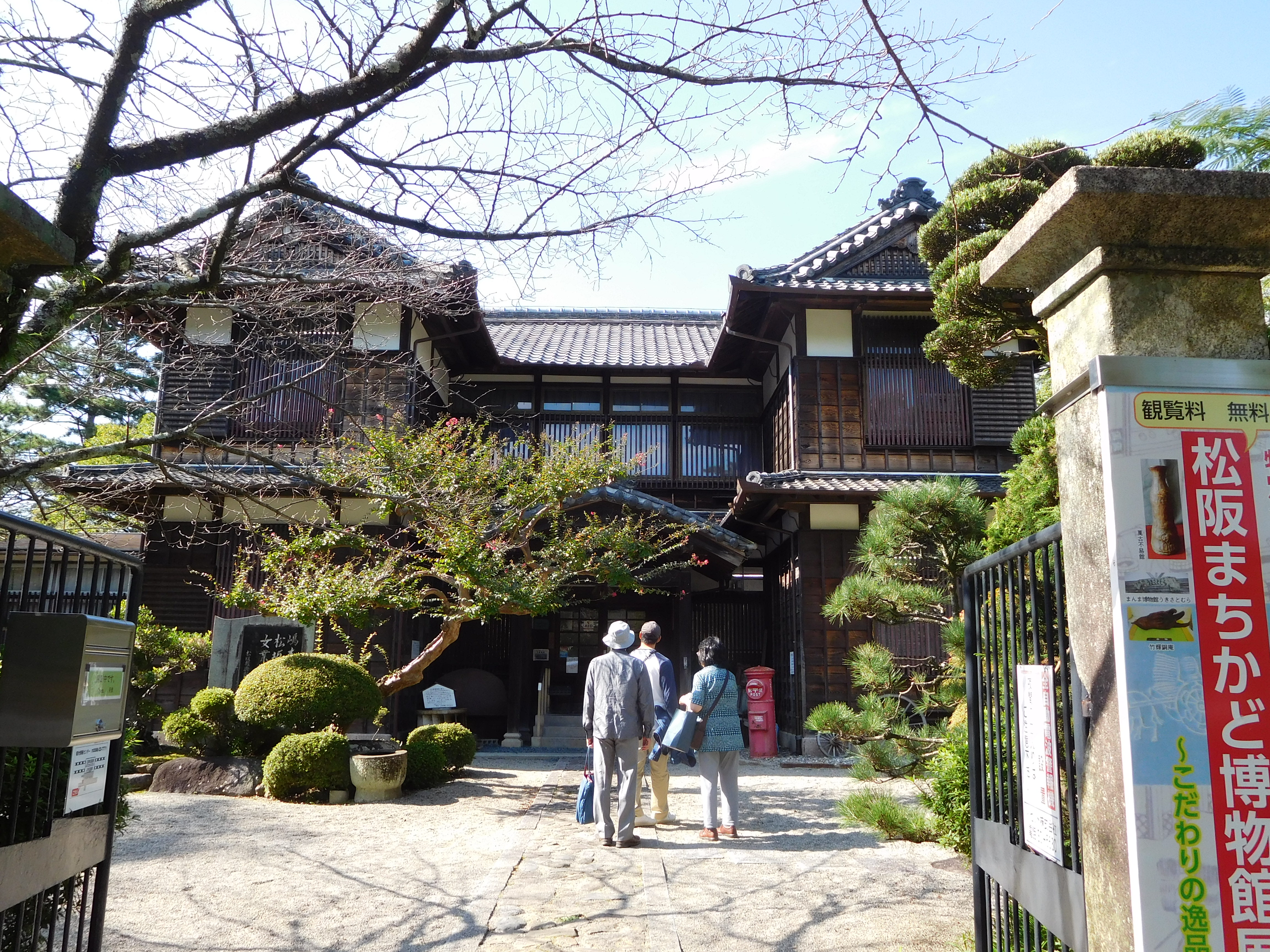
松阪市立歴史民俗資料館（松阪市）

- 松阪市文化財センター（旧カネボウ綿糸松阪工場綿糸倉庫）
- 松阪市立歴史民俗資料館（旧飯南郡図書館）倉庫
- 松阪市立歴史民俗資料館（旧飯南郡図書館）本館
- 八千代玄関棟
- 八千代大広間棟
- 八千代鶴亀棟
- 見庵（旧小泉家住宅主屋）
- 田中家住宅主屋
- 田中家住宅東蔵
- 田中家住宅新蔵
- 田中家住宅前座敷（洗耳亭）
- 田中家住宅表納屋
- 田中家住宅西納屋
- 田中家住宅表土塀
- 田中家住宅東土塀
- 田中家住宅西土塀
- 田中家住宅南土塀
- 田中家住宅石垣

多気郡多気町
- 旧多気郡役所六角堂

### 伊勢志摩地域

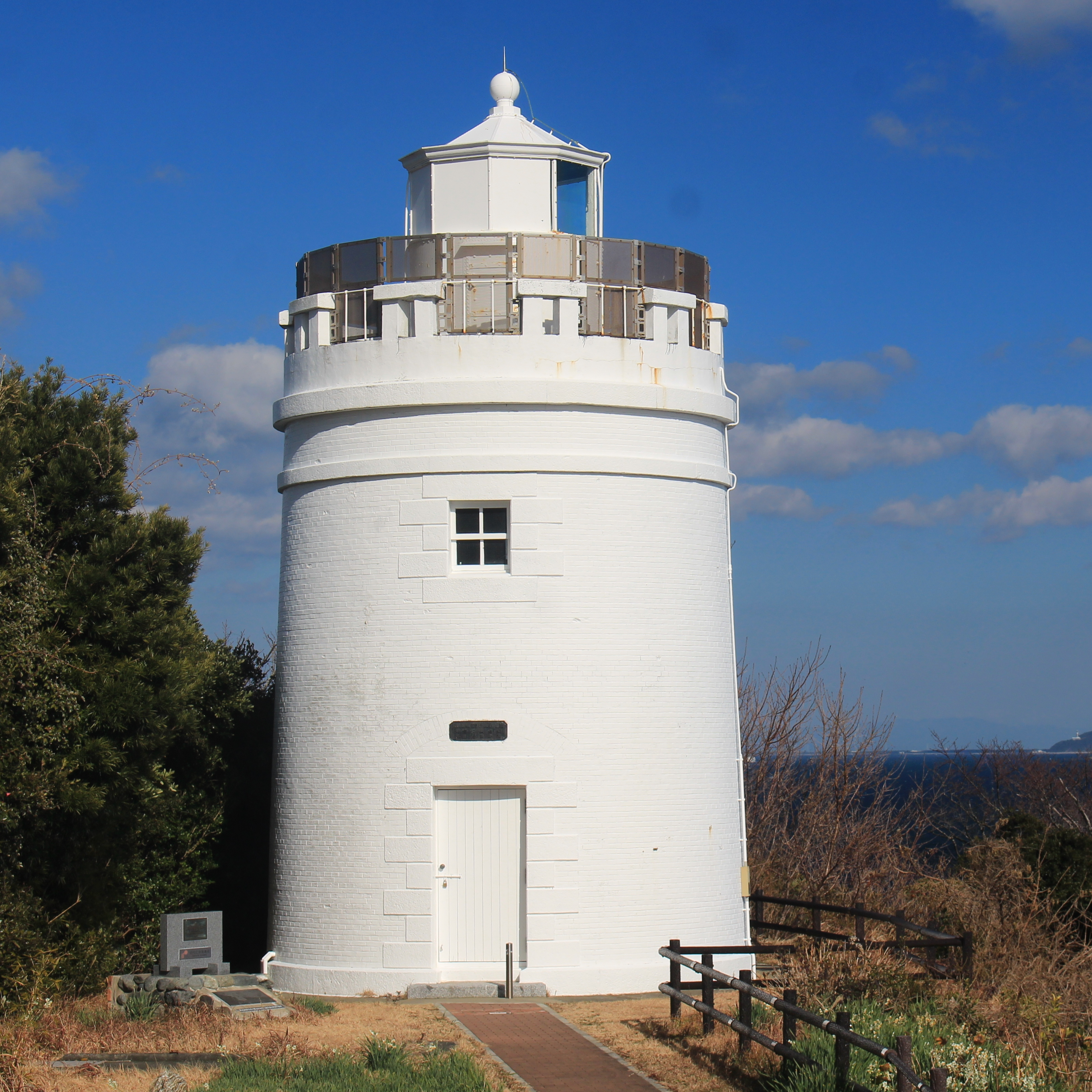
菅島灯台（鳥羽市）

伊勢市
- 寂照寺観音堂
- 寂照寺金毘羅堂
- 寂照寺山門
- 麻吉旅館聚遠楼
- 麻吉旅館土蔵
- 麻吉旅館本館
- 麻吉旅館前蔵
- 麻吉旅館名月・雪香之間
- 伊勢河崎商人館内蔵一
- 伊勢河崎商人館内蔵二
- 伊勢河崎商人館応接室及び前室
- 伊勢河崎商人館北蔵一
- 伊勢河崎商人館北蔵二
- 伊勢河崎商人館サイダー検査室
- 伊勢河崎商人館サイダーろ過施設
- 伊勢河崎商人館主屋
- 伊勢河崎商人館離れ
- 伊勢河崎商人館南蔵一
- 伊勢河崎商人館南蔵三
- 伊勢河崎商人館南蔵二
- 近鉄宇治山田駅本屋
- 皇學館大学記念館（旧神宮皇學館大学本館）
- 神宮徴古館
- 神宮農業館
- 麻野館玄関棟
- 麻野館広間棟
- 麻野館土蔵
- 中山寺本堂
- 中山寺経蔵
- 中山寺山門
- 旧山田郵便局電話分室
- 丸岡家住宅主屋
- 丸岡家住宅長屋門及び築地塀

鳥羽市
- 旧鳥羽小学校校舎
- 菅島灯台
- 旧広野家住宅（角屋）内蔵
- 旧広野家住宅（角屋）主屋
- 旧広野家住宅（角屋）土蔵

志摩市
- 安乗埼灯台
- 神武参剣道場
- 大王埼灯台
- 大王埼灯台門柱及び塀
- 中六店舗
- 旧猪子家住宅主屋
- 旧猪子家住宅土蔵
- 旧猪子家住宅門柱

度会郡度会町
- 木村家住宅石積塀
- 木村家住宅蔵
- 木村家住宅主屋

度会郡南伊勢町
- 片山寺本堂
- 片山寺土蔵

### 伊賀地域

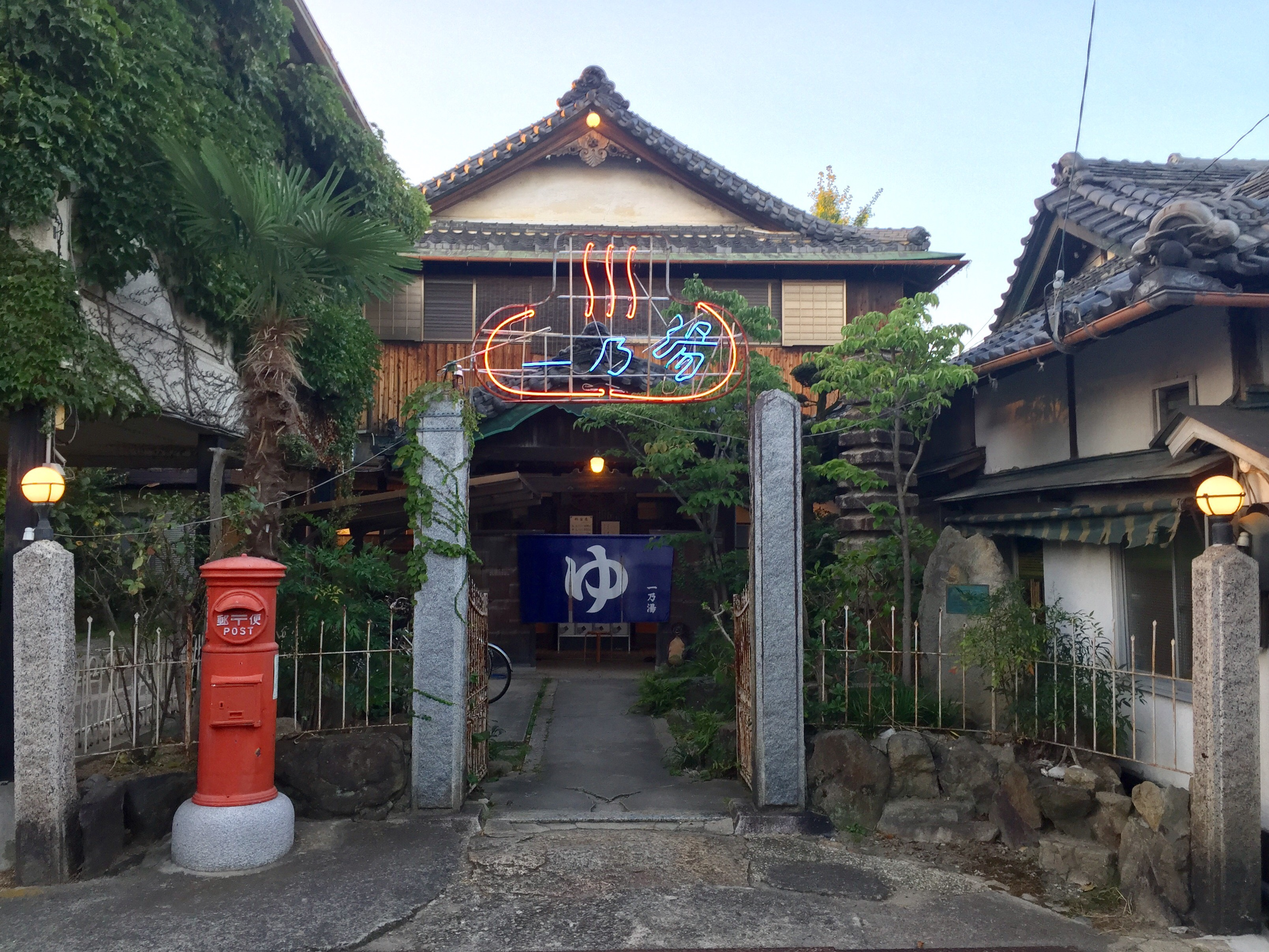
一乃湯（伊賀市）

名張市
- 梅田家住宅表蔵
- 梅田家住宅主屋
- 梅田家住宅中蔵
- 梅田家住宅渡廊下
- 川地写真館
- 大和屋店舗
- 木屋正酒造店舗兼主屋
- 旧細川家住宅川蔵
- 旧細川家住宅主屋
- 旧細川家住宅中蔵
- 旧細川家住宅門
- 山口家住宅主屋
- 保田家住宅主屋
- 保田家住宅蔵
- 中井家住宅主屋
- 貝増家住宅主屋
- 小川家住宅主屋
- 小川家住宅東蔵
- 小川家住宅西蔵
- 山中家住宅主屋
- 山中家住宅離れ
- 山中家住宅北蔵
- 山中家住宅南蔵
- 岡村家住宅主屋

伊賀市
- 赤井家住宅主屋
- 赤井家住宅茶室
- 赤井家住宅土蔵
- 赤井家住宅土塀
- 赤井家住宅長屋門
- 一乃湯本館
- 一乃湯門
- いとう旅館本館
- 上野市上水道水源地送水機関室
- 上野文化センター
- 開化寺観音堂
- 開化寺三重塔
- 開化寺門
- 北泉家住宅主屋（旧上野警察署庁舎）
- 寺村家住宅主屋
- 寺村家住宅前蔵
- 長谷園大正館
- 長谷園登り窯
- 長谷園主屋
- 長谷園別荘
- 長谷園離れ
- 長谷園蔵
- 長谷園奥の蔵
- 長谷園展示室一
- 長谷園展示室二
- 長谷園展示室三
- 長谷園工房一
- 長谷園工房二
- 長谷園体験工房
- 長谷園門及び塀
- 福岡醤油店
- 旅館薫楽荘蔵
- 旅館薫楽荘本館
- 旅館薫楽荘門及び塀
- 栄楽館南棟
- 栄楽館東棟
- 栄楽館土蔵
- 栄楽館門及び塀
- 中森家住宅主屋
- 中森家住宅門及び土塀
- 料理旅館梅家
- 旧料理旅館九重本館
- 旧料理旅館九重別館
- 旧料理旅館九重門及び塀

### 東紀州地域
熊野市
- 田垣内家住宅石蔵
- 熊野古道おもてなし館（旧杤尾家住宅店舗兼主屋）

北牟婁郡紀北町
- 江の浦トンネル（旧長島隧道）
- 道瀬歩道トンネル（旧道瀬隧道）
- 古里歩道トンネル（旧海野隧道）
- 海山郷土資料館（向栄館）

南牟婁郡御浜町
- 旧尾呂志中学校校舎